# Slovnični spol
Spol je slovnična lastnost, ki se je lahko v slovenščini določi:
- samostalniku,
- neosebnemu samostalniškemu zaimku  in
- pridevniški besedi.

Slovnični spol je prvotno slovnična lastnost samostalnika in je v slovenščini troj: moški, ženski in srednji (primeri: oče, mati, dete). Samostalniška beseda določa spol tudi nanašajoči pridevniški besedi (npr. moj oče, stara mati, pridno dete) oziroma glagolu (oče je odšel, mati bi pela, dete bo jokalo). Spol lahko določimo tudi samostalniškim zaimkom (na primer: ona - ž. sp., jaz - m., ž. ali sr. sp., kaj - sr. sp).
Moški in ženski spol kot slovnični lastnosti izražata naravni spol (oče, sin - moški spol; mati, hči - ženski spol); srednji spol izraža spolno nezrelo bitje (dete, žrebe, pišče). Kjer naravni spol ni očiten oziroma sploh ne obstaja, je slovnični spol s tega stališča nepredvidljiv (luč - ž. sp, oblak - m. sp., vreme - sr. sp.). Pri nekaterih besedah se slovnični spol ne ujema z naravnim (npr. dekle - sr. sp).

## Drugi jeziki
Slovnični spol, kot ga poznamo v slovenščini, poznajo številni drugi indoevropski jeziki. Nekateri od teh jezikov ločijo troje spolov, kot slovenščina:
- večina slovanskih jezikov,
- nekateri germanski jeziki (nizozemščina, nemščina, islandščina ...),
- med romanskimi romunščina,
- nekateri jeziki iz drugih družin (albanščina, grščina ...).

Številni jeziki ločijo zgolj ženski in moški spol:
- večina romanskih jezikov,
- številni indo-iranski jeziki (urdu, hindu ...),
- baltski jeziki (litovščina, latvijščina),
- semitski jeziki (arabščina, malteščina, hebrejščina ...).

Švedščina, danščina in norveščina (bokmål) in nekateri drugi jeziki ločijo dva spola, imenovana utrum in neutrum. Tudi antični hetitski jezik je imel dva spola, ki sta bila utemeljena na razlikovanju med živostjo in neživostjo.
Nekateri jeziki, na primer jeziki Bantujcev, poznajo tudi do 10 različnih slovničnih spolov, drugi kot npr. angleščina, armenščina, japonščina, uralski in altajski jeziki pa spola ne poznajo.